# Kosmos CP1
Kosmos CP1 (CP1 / Computer Praxis) је био кућни рачунар фирме Kosmos који је почео да се производи у Немачкој од 1980. године.
Користио је 8-битни 8049 као микропроцесор. RAM меморија рачунара је имала капацитет од 256 бајтова. 

## Детаљни подаци
Детаљнији подаци о рачунару CP1 су дати у табели испод.
|                       |                                                 |
| [ 1 ]                 |                                                 |
| Произвођач            |                                                 |
| Тип                   | кућни рачунар                                   |
| Меморија              | 256 бајтова                                     |
| Поријекло             | Њемачка                                         |
| Година                | 1980                                            |
| Тастатура             | мембранска тастатура, 57 тастера                |
| Процесор              | 8-битни                                         |
| Фреквенција процесора | 6                                               |
| RAM                   | 256 бајтова                                     |
| ROM                   | непознато                                       |
| Текст                 | мали LED показивач                              |
| Графика               | Нема                                            |
| Боја                  | Нема                                            |
| Звук                  | Нема                                            |
| Димензије             | 45 (ширина) x 20 (ширина) x 17,2 (висина) / 5,8 |
| Портови               |                                                 |
| Оперативни систем     |                                                 |